# Idrottsföreningen Limhamn Bunkeflo 2007
L'Idrottsförening Limhamn Bunkeflo 2007 (meglio noto come Limhamn Bunkeflo 2007 o LB07) è una società calcistica svedese con sede nella città di Malmö. Disputa le proprie partite casalinghe al Limhamns IP.

## Storia
Il club è stato creato dalla fusione di due squadre preesistenti, il Limhamns IF (nato nel 1905) e il Bunkeflo IF (nato nel 1945).
Formalmente, la data di fondazione ufficiale è il 1º gennaio 2008.
Avendo ereditato la categoria dal Bunkeflo IF, il Limhamn Bunkeflo è partito dal campionato di Superettan, la serie cadetta del campionato svedese. L'esordio è coinciso tuttavia con una retrocessione in Division 1, poiché il 13º posto in classifica nella Superettan 2008 ha condannato la squadra agli spareggi salvezza, persi al termine della doppia sfida contro il Vasalund (0-0, 1-4).
Sono dunque seguiti cinque campionati in terza serie, fintanto che al termine delle stagioni 2013, 2014 e 2015 la squadra collezionò tre retrocessioni consecutive che portarono il club dalla Division 1 alla Division 4, ovvero il sesto campionato nazionale.